# St. Lawrence, South Dakota
St. Lawrence är en ort i Hand County i delstaten South Dakota, USA.